# Spirama funestis
Spirama funestis là một loài bướm đêm trong họ Erebidae.